# Fred Sadoff
Fred Sadoff (Brooklyn, 21 ottobre 1926 – Los Angeles, 6 maggio 1994) è stato un attore statunitense.

## Biografia
Figlio di Henry e Bertha Sadoff, iniziò la sua carriera di attore recitando a Broadway, dove verso la fine degli anni quaranta ebbe il ruolo del professore nel musical South Pacific. Allievo dell'Actor's Studio, Sadoff apparve in altre produzioni teatrali a Broadway come Camino Real di Tennessee Williams e Wish You Were Here di Joshua Logan. Nel 1956 divenne assistente personale dell'attore Michael Redgrave, che lo diresse nella pièce The Sleeping Prince di Terence Rattigan e lo affiancò sul grande schermo nel film Un americano tranquillo (1958).
Dopo un periodo di attività sui palcoscenici britannici, Sadoff rientrò negli Stati Uniti ed apparve in alcune celebri pellicole come L'avventura del Poseidon (1972) di Ronald Neame e Papillon (1973) di Franklin Schaffner.
Recitò inoltre in diverse soap opera, tra cui I Ryan, La valle dei pini e Il tempo della nostra vita, e interpretò episodi in celebri serie quali Quincy, Le strade di San Francisco, Agenzia Rockford, Barney Miller e Buck Rogers.
Malato di AIDS, ne morì nel 1994 a Los Angeles.

## Filmografia parziale

### Cinema
- Un americano tranquillo (The Quiet American), regia di Joseph L. Mankiewicz (1958)
- L'avventura del Poseidon (The Poseidon Adventure), regia di Ronald Neame (1972)
- Papillon, regia di Franklin Schaffner (1973)
- Un grande amore da 50 dollari (Cinderella Liberty), regia di Mark Rydell (1973)
- L'uomo terminale (The Terminal Man), regia di Mike Hodges (1974)

### Televisione
- Alexander: The Other Side of Dawn, regia di John Erman – film TV (1977)